# Warenhaussturm

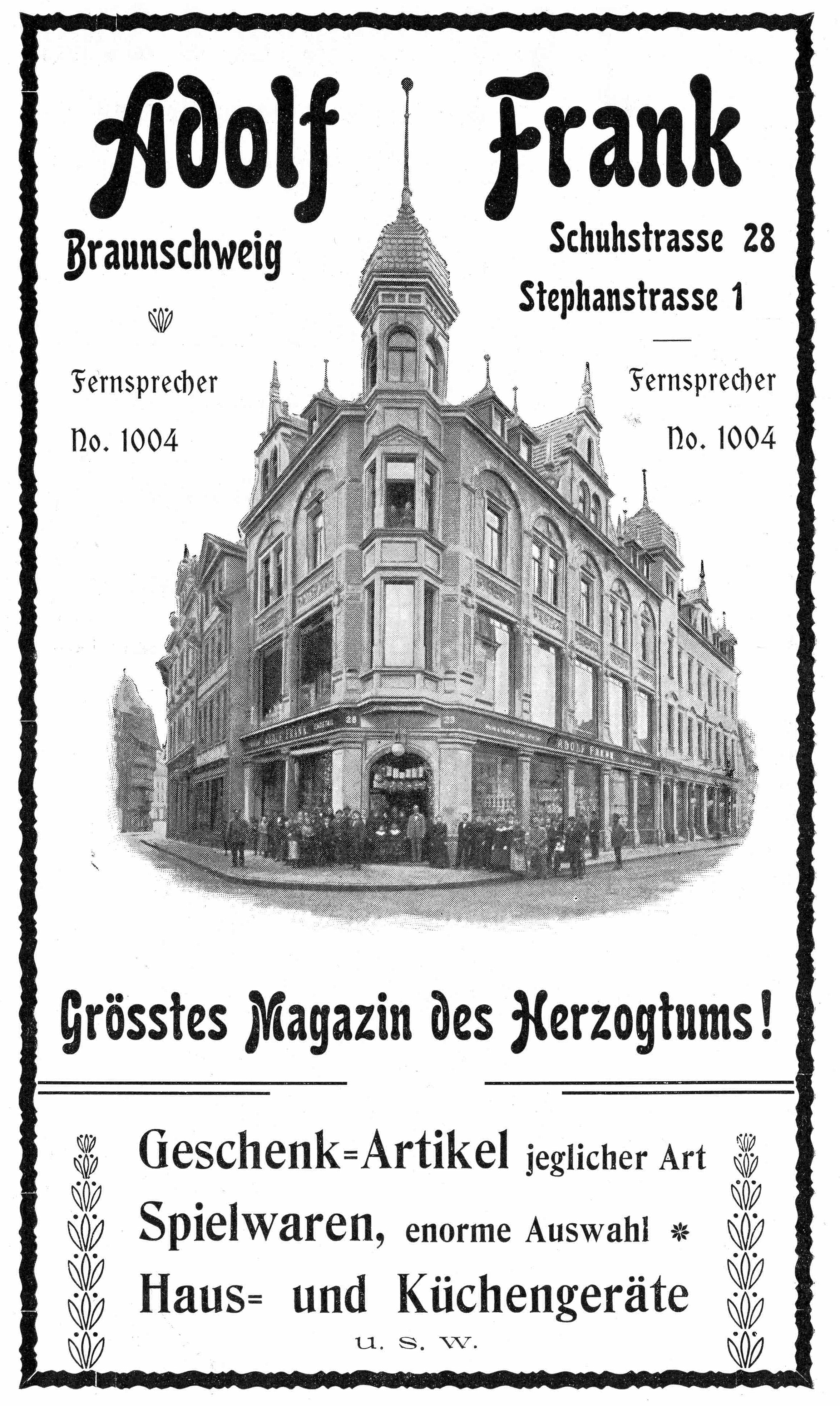
Kaufhaus Adolf Frank um 1899

Der sogenannte Warenhaussturm am Sonnabend, dem 11. März 1933 in Braunschweig war eine von der nationalsozialistischen Führung des Freistaates Braunschweig initiierte Gewaltaktion gegen „jüdische Kaufhäuser“, die von SA- und SS-Mitglied Friedrich Alpers und NSDAP-Innenminister Dietrich Klagges organisiert und von SA und SS unterstützt bzw. durchgeführt wurde.
Der „Warenhaussturm“ stellte – kurz nach der „Machtergreifung“ der Nationalsozialisten am 30. Januar 1933 – eine erste, wenn auch verdeckt inszenierte Aktion gegen Juden in Braunschweig dar. Von ihr betroffen waren im Wesentlichen die Kaufhäuser Adolf Frank (Schuhstraße 28, Ecke Stephanstraße 1), das genau gegenüber gelegene Karstadt sowie das Bekleidungsgeschäft Hamburger & Littauer am Kohlmarkt.

## Politischer Hintergrund
In ihrem Parteiprogramm forderte die NSDAP die „sofortige Kommunalisierung der Groß-Warenhäuser und ihre Vermietung zu billigen Preisen an kleine Gewerbetreibende“ und bediente damit das Schutzbedürfnis des Mittelstandes vor finanzstarker Konkurrenz. Die Nationalsozialistische Betriebszellenorganisation wie auch der Kampfbund für den gewerblichen Mittelstand unter Theodor Adrian von Renteln forderten die Schließung aller Warenhäuser, der Einheitspreisläden, Konsumgenossenschaften und Filialkettenläden. Die Agitation führte in den 1920er Jahren wie auch 1932 wiederholt zu entsprechend motivierten Schmierereien und Anschlägen auf Warenhäuser.
Eine reichsweite Welle von Boykottmaßnahmen gegen Warenhäuser, die überwiegend von jüdischen Eigentümern betrieben wurden, wurde am 5. März 1933 im „Völkischen Beobachter“, dem Parteiorgan der NSDAP angekündigt. Die Aktionen richteten sich zunächst gleichermaßen „gegen jüdische Unternehmen sowie unerwünschte Betriebsformen“. In den folgenden Tagen kam es zu Menschenketten vor Warenhäusern, Tumulten, Zerstörungen und tätlicher Beleidigung von Personal sowie Kunden und zwar nicht nur in Großstädten wie Berlin, Breslau oder Leipzig, sondern u. a. auch in Magdeburg, Kassel, Pirmasens und Dessau. Diese Aktionen blieben nicht ohne Wirkung: Am 18. März 1933 wurde die Gewerbesteuer für Kaufhäuser verdoppelt und eine kommunale Steuer für Filialbetriebe eingeführt. Am 21. März 1933 erzwang der wirtschaftspolitische Berater Hitlers, Otto Wagener, den Rücktritt des Präsidiums des „Verbandes deutscher Waren- und Kaufhäuser“. 
Am 7. Juli 1933, kurz nach der Entmachtung Wageners, verbot Hitlers Stellvertreter Rudolf Heß jede weitere Aktion gegen Warenhäuser, um nicht Arbeitsplätze dort und bei Zulieferern zu gefährden. Spätestens jetzt war die allgemeine „Anti-Warenhaus-Propaganda“ beendet und auf eine rein antisemitische Linie umgeschwenkt worden. Weitere Aktionen, die im Sommer und Herbst 1935 einen neuen Höhepunkt erreichten, richteten sich ausschließlich gegen die Warenhäuser jüdischer Eigentümer.
Allerdings führte die im Parteiprogramm der NSDAP verankerte Forderung, die Kaufhäuser abzuschaffen, immer wieder zu entsprechenden Vorstößen und Diskussionen innerhalb der Partei. 1940 scheiterte ein letzter Vorstoß, eine Entscheidung Hitlers einzuholen, da „eine Auflösung der Warenhäuser und Verbrauchergesellschaften zum gegenwärtigen Zeitpunkt nicht tragbar“ sei.

## Vorbereitung und Inszenierung
Zwei Tage zuvor, am 9. März, war diesem Ereignis bereits eine Aktion gegen die örtliche SPD vorausgegangen, bei der das Volksfreund-Haus, das Redaktionsgebäude der SPD-Zeitung, durch die SS besetzt wurde. Dabei wurde nicht nur die Inneneinrichtung zerstört, sondern es kam zu erheblichen Gewaltexzessen gegen Personen. Ein Mitarbeiter wurde dabei erschossen.
Am Vormittag des 11. März kündigte Alpers in der Gaststätte „Stadt Helmstedt“ der dort versammelten SS eine „Aktion gegen jüdische Geschäfte“ an. Die SS sollte dazu in Zivil erscheinen, um nicht erkannt zu werden. Ziel sei es, das Ganze als spontanen Ausbruch des Volkszorns zu inszenieren, in der Hoffnung, bisher Unentschlossene mitreißen zu können. Anschließend solle alles „den Kommunisten“ in die Schuhe geschoben werden.

## Ablauf
Am späten Nachmittag des 11. März 1933 fand gegen 17:00 Uhr ein Platzkonzert der SA auf dem Kohlmarkt statt, dem eine größere Menschenmenge lauschte. Auf ein vereinbartes Zeichen jedoch strömte eine Anzahl (überwiegend männlicher) „Zivilisten“ plötzlich vom Kohlmarkt in die nahe gelegene Schuhstraße zu den Kaufhäusern Adolf Frank und Karstadt. Bei beiden Häusern, insbesondere bei Frank wurden zahlreiche große Schaufensterscheiben mit mitgebrachten Steinen eingeworfen, während andere „Zivilisten“ die Geschäftsräume stürmten, die Inneneinrichtung zerstörten und dabei auch Kunden misshandelten.
Da Klagges vor der Aktion den Kommandeur der Braunschweiger Schutzpolizei Selle telefonisch angewiesen hatte, seine Leute aus dem Bereich um den Kohlmarkt fernzuhalten und die Aktion nicht zu behindern, erschienen von Passanten, Anwohnern und Kunden alarmierte Einheiten auch erst, als die überfallartige Aktion schon längst vorbei war.
Die Menschenmenge hatte sich teilweise wieder auf dem Kohlmarkt eingefunden und lauschte erneut dem Platzkonzert der SA. Nach kurzer Zeit erschien Alpers in Begleitung des NSDAP-Bezirksleiters des Freistaates Kurt Schmalz. Alpers stellte sich vor die Menge und rief zu Ruhe und Ordnung auf und verurteilte das Vorgefallene, für das er „kommunistische Ruhestörer“ verantwortlich machte. Anschließend verstreute sich die Menge, nicht ohne vorher noch beim direkt am Kohlmarkt gelegenen Bekleidungshaus Hamburger & Littauer ebenfalls etliche Schaufensterscheiben einzuwerfen.
Ein Sohn Gustav-Elias Forstenzers, eines der beiden Inhaber des Kaufhauses Adolf Frank, machte verbotenerweise kurz nach dem Überfall Fotos von den Zerstörungen. Zur Beseitigung der Schäden mussten die Kaufhäuser einige Zeit geschlossen bleiben.

## Folgen
Aus Sicht der Braunschweiger Nationalsozialisten war der „Warenhaussturm“ in der Stadt ein Erfolg. Zum einen gelang es, die Bevölkerung (zumindest vorübergehend) über die Urheber- bzw. Täterschaft zu täuschen, denn in den Braunschweiger und Wolfenbütteler Zeitungen wurde berichtet, dass sich Alpers gegenüber der Menschenansammlung beschwichtigend geäußert hatte und dass „Kommunisten“ der Tat verdächtigt würden. Zum anderen wurde der politische und wirtschaftliche Druck auf „die Juden“ erhöht. Der unmittelbar folgende landesweite Judenboykott, weitere judenfeindliche Gesetze, Verordnungen und „Arisierungen“ erzwangen in der Folgezeit Auswanderungen.
Beispiele für Arisierungen:
- Das Bekleidungshaus Hamburger & Littauer wechselte den Eigentümer und hieß ab 1. Mai 1933 „Rosbach & Risse“, „arischer“ Geschäftsführer war der 1932 in die Firma eingetretene Friedrich Wilhelm Risse[13] († 1967).
- Gleiches geschah 1936 mit dem Herrenbekleidungsgeschäft Schröder & Co.[13] (Damm 40, zu Hamburger & Littauer gehörig), das ab 7. März 1936 Cloppenburg hieß.
- Das Kaufhaus Adolf Frank wurde 1938, kurz nach der sogenannten „Reichskristallnacht“ am 9./10. November, „arisiert“ und hieß fortan „Stöber“. Der neue Eigentümer, Karl Stöber[14] (1905–1960), betrieb das Unternehmen bis zu seinem Tode 1960.

Zwischen 1933 und 1938 wechselten auf diese Weise überall im Deutschen Reich zahlreiche ehemals „jüdische Unternehmen“ in die Hände neuer, „arischer“ Eigentümer und dies meist zu einem Preis, der weit unter dem Marktwert lag. Die Käufer waren in diesen Fällen oft Inhaber ortsansässiger Konkurrenzunternehmen.